# 李期慈
李期慈，中國浙江的一位微雕師。他曾在米粒大的象牙上刻出自1789年以來的39位美國總統，或正或側，依照就任先後依次排列。1987年在美國洛杉磯展覽時，引起轟動。
- 李期慈微雕新作问世
- 走进“核舟记”——记采访余姚微雕艺人李期慈[永久]